# System Shock (Computerspiel, 2023)
System Shock ist ein von Nightdive Studios entwickeltes und vom Plaion-Label Prime Matter am 30. Mai 2023 veröffentlichtes Computerspiel. System Shock ist ein Remake des Rollenspiel-Ego-Shooter-Hybrids System Shock aus dem Jahr 1994, das von Looking Glass Studios entwickelt und seinerzeit überaus positiv bewertet wurde.
Die im Jahr 2015 angekündigte Neuauflage erschien im Mai 2023 für Windows. Ein Jahr darauf folgten Portierungen für PlayStation 4, PlayStation 5, Xbox One und Xbox Series. Versionen für macOS und Linux waren angekündigt, wurden von Entwickler Nightdive jedoch eingestellt.
Wie das Original spielt System Shock im Jahr 2072. Der Spieler ist ein Hacker, der von Edward Diego, dem Vizepräsidenten des Megakonzerns TriOptimum Corporation, gezwungen wird, die implementierten ethischen Beschränkungen von SHODAN, der Künstlichen Intelligenz der Raumstation Citadel, zu entfernen. Nachdem dies geschehen ist, wird der Hacker in einen künstlichen Schlaf versetzt und wacht Monate später auf der Citadel auf. SHODAN hat dort inzwischen die vollständige Kontrolle übernommen und die Besatzungsmitglieder entweder getötet oder in Mutanten verwandelt. SHODAN bedroht nun auch die Erde, so dass der Spieler mit seinen kämpferischen und logischen Fähigkeiten versuchen muss, die KI zu stoppen.

## Spielprinzip
Die Spielmechanik und Level lehnen sich stark am Original an, die Handlung blieb weitgehend unangetastet, die meisten anderen Bereiche wurden überarbeitet. Das Remake beinhaltet eine überarbeitete Grafik samt Echtzeit-Beleuchtung in der Unreal 4 Engine, neu eingespielte Soundeffekte, eine überarbeitete Steuerung, ein verändertes Balancing sowie dynamische Musik. Als immersive Simulation erlaubt das Spiel dem Spieler (wie schon im Original) innerhalb der Spielmechaniken mehrere Optionen für sein Vorgehen.

## Entwicklung
System Shock wurde über die Plattform Kickstarter im Jahr 2016 finanziert. Nachdem sich das Remake in den Anfängen der Entwicklung zunächst stark vom Original unterschied, entschloss sich das Team aufgrund des vorwiegend negativen Feedbacks aus der Community, das Remake im Inhalt stärker an das Original anzulehnen. Seit Ende Mai 2021 steht eine aktualisierte Demo-Version des Remakes für Windows zur Verfügung.

## Rezeption
OpenCritic aggregierte aus 55 Bewertungen einen Gesamtwert von 76 aus 100. In der Spielefachpresse wurde der Titel eher positiv besprochen. Gelobt wurde die Nähe zum Original im Hinblick auf Spieldesign und Atmosphäre. Im Sinne eines diesbezüglich eher technischen Remakes sei die 2023-Version vorbildlich und biete weiterhin ein gutes Spieleerlebnis. Allerdings wurde in einigen Tests kritisiert, dass manche Spielmechaniken, die 1994 revolutionär waren, heute bisweilen angestaubt wirken.